# TC an der Sieg
Der Tennisclub an der Sieg e. V. ist ein Tennisverein in Siegburg. Die Anlage liegt im Osten der Kreisstadt, unmittelbar am Toten Arm der Sieg. Er verfügt über fünf Sandplätze sowie ein Vereinsheim.

## Geschichte
Der TC an der Sieg entstand als Nachfolger des TC Grün-Weiß Siegburg, der um die Jahrtausendwende der sportlich erfolgreichste Tennisverein in der Kreisstadt war. In den Jahren 2001 und 2002 spielte die Herrenmannschaft von Grün-Weiß Siegburg in der 2. Bundesliga. 2002 wäre beinahe der Aufstieg in die 1. Bundesliga gelungen.
Nachdem der Aufstieg durch einen DTB-Ausschuss verwehrt wurde, lehnten die Hauptsponsoren ein weiteres Engagement in der 2. Bundesliga ab und zogen sich aus dem Verein zurück. Neben großen Talenten schlugen auch einige weltweit bekannte Tennisspieler für Grün-Weiß Siegburg auf, zum Beispiel Ivan Ljubičić (im Jahr 2000, damals Nummer 79 der Weltrangliste) sowie der Doppelspezialist Johan Landsberg aus Schweden.
Weitere bekannte Spieler waren Ladislav Švarc, Thierry Ascione, Kim Tiilikainen und Jean-René Lisnard.

## Aktuell
Im Jahr 2005 gründete sich der TC an der Sieg als Nachfolger des TC Grün-Weiß Siegburg. Seither liegt der Fokus wieder auf dem Breitensport. Der Verein gehört dem Tennisverband Mittelrhein an und nimmt an den Medenspielen im Bezirk Rechtsrheinisch teil.